# Nicholas Breton
Nicholas Breton (auch Britton oder Brittaine) (* 1545?; † 1626?) war ein englischer Dichter des elisabethanischen Zeitalters.

## Leben
Seine Lebensdaten sind weitgehend ungesichert. Die meisten Informationen lassen sich aus seinen Werken ableiten (Lit.Kuskop). Breton war ein geistreicher und produktiver englischer Dichter und Schriftsteller von Romanen, religiösen und pastoralen Gedichten, von politischen Abhandlungen, von Satiren, Zwiegesprächen, Erzählungen, Anekdoten, Briefsammlungen, Essays, Aphorismen u. a. Er muss sein Leben hauptsächlich in London verbracht haben und eine hohe Wertschätzung bei seiner Zeitgenossen besessen haben. In der ersten Hälfte seines Lebens verkehrte er viel in Adelskreisen (insbesondere am Hof von Mary Sidney [Herbert], Countess of Pembroke), ab ca. 1600 muss sich eine vollständige Lebensänderung mit Abkehr vom Hofe eingestellt haben.

## Werke
Von seinen 22 Prosa-Schriften seien Wit’s Trenchmour (1597), The Wil of Wit (1599), A Poste with a Packet of Mad Letters (1602–06), Strange News out of Divers Countries (1622), Mary Magdalen’s Lamentations (1604) und The Passion of a Discontented Mind (1601) hervorgehoben.
Von seinen 20 Vers-Epen und Dichtungen seien The Pilgrimage to Paradise (1592), Melancholike Humours (1600), The Passionate Shepheard (1604), An Invective against Treason; I would and I would not (1614), Pasquil’s Fooles cappe (1600), Pasquil’s Mistresse (1600), Pasquil’s Passe and Passeth Not (1600) herausgestellt.